# Sigisbert Kraft
Sigisbert Kraft (* 7. September 1927 in Bingen am Rhein; † 6. Januar 2006 in Waghäusel-Kirrlach) war der achte Bischof des Katholischen Bistums der Alt-Katholiken in Deutschland.

## Leben
Nach dem römisch-katholischen Theologiestudium in Würzburg empfing er dort 1951 die Priesterweihe und schloss sich nach Dienstjahren als Kaplan (Kitzingen) und Religionslehrer (Aschaffenburg) im Bistum Würzburg im Jahr 1961 dem alt-katholischen Bistum an. 
Von 1961 bis 1963 tat er Dienst als Pfarrvikar in Mannheim. Anschließend wurde er zum Pfarrer der alt-katholischen Gemeinde Karlsruhe gewählt. Dort wirkte er als Gemeindeseelsorger und schließlich als Dekan für die nordbadischen Alt-Katholiken bis zu seiner Bischofswahl im Jahr 1985. Er wurde am 6. Oktober 1985 in der evangelischen Christuskirche zu Karlsruhe als Nachfolger von Bischof Josef Brinkhues zum Bischof geweiht und nahm anschließend Wohnung am alt-katholischen Bischofssitz Bonn. Er leitete das Katholische Bistum der Alt-Katholiken bis 1995.
Im Jahr 1976 promovierte er an der Universität Bern mit einer Arbeit über die Entwicklung des deutschen alt-katholischen Kirchengesangs in den vorangegangenen hundert Jahren. In der Erneuerung der Liturgie und der musikalischen Gestaltung von Gottesdiensten lag ein Schwerpunkt seiner Arbeit. Er war Mitglied verschiedener nationaler und internationaler alt-katholischer und ökumenischer liturgischer Kommissionen und Arbeitsgemeinschaften, darunter der Societas Liturgica. In seine Amtszeit als Bischof fielen wichtige Entscheidungen alt-katholischer Synoden für die Einbeziehung von Frauen ins Priesteramt. Er weihte 1988 die erste Frau zur Diakonin.
Noch über seine Emeritierung hinaus veröffentlichte er zahlreiche Beiträge in theologischen Periodika vor allem zu liturgischen und ökumenischen Fragen.
Er war verheiratet mit Erentrud, geb. Sprenzel. Aus der Ehe gingen vier Kinder hervor.
Am 6. Januar 2006 starb er an seinem Ruhestandswohnsitz Waghäusel-Kirrlach. Sein Grab befindet sich auf dem Würzburger Hauptfriedhof.

## Werke (Auswahl)
- Der deutsche Gemeindegesang in der alt-katholischen Kirche. Karlsruhe 1976
- Mit Erentrud Kraft: Grundkurs Liturgie. Bonn 1998

Mitarbeit an:
- Lobt Gott, ihr Christen. Gesangbuch des Katholischen Bistums der Alt-Katholiken in Deutschland. Bonn 1986 (vergriffen)
- Die Feier der Eucharistie im Katholischen Bistum der Alt-Katholiken in Deutschland (Altarbuch). Bonn 1995 (herausgegeben von Bischof und Synodalvertretung, inzwischen zweite, verbesserte Auflage)

- Als Festgabe zu seinem 65. Geburtstag erschien:
  - Angela Berlis, Klaus-Dieter Gerth (Hrsg.): Christus spes. Liturgie und Glaube im ökumenischen Kontext. Festschrift für Bischof Dr. Sigisbert Kraft. Frankfurt/Main 1994 (mit Liste seiner Veröffentlichungen bis 1994)